# Lista dos condados mais populosos dos Estados Unidos por estado
Esta é uma lista dos cinco condados mais populosos dos Estados Unidos por estado, considerando o censo nacional de 2010. Condados em negrito possuem população superior a 1 milhão de habitantes.
| Estado             | Maior condado    | 2º maior condado     | 3º maior condado  | 4º maior condado   | 5º maior condado |
| ------------------ | ---------------- | -------------------- | ----------------- | ------------------ | ---------------- |
| Alabama            | Jefferson        | Mobile               | Madison           | Montgomery         | Shelby           |
| Alasca             | Anchorage        | Fairbanks North Star | Matanuska-Susitna | Peninsula do Kenai | Juneau           |
| Arizona            | Maricopa         | Pima                 | Pinal             | Yavapai            | Mohave           |
| Arkansas           | Pulaski          | Benton               | Washington        | Sebastian          | Faulkner         |
| Califórnia         | Los Angeles      | San Diego            | Orange            | Riverside          | San Bernardino   |
| Carolina do Norte  | Mecklenburg      | Wake                 | Guilford          | Forsyth            | Cumberland       |
| Carolina do Sul    | Greenville       | Richland             | Charleston        | Spartanburg        | Horry            |
| Colorado           | El Paso          | Denver               | Arapahoe          | Jefferson          | Adams            |
| Connecticut        | Fairfield        | Hartford             | New Haven         | New London         | Litchfield       |
| Dakota do Norte    | Cass             | Burleigh             | Grand Forks       | Ward               | Morton           |
| Dakota do Sul      | Minnehaha        | Pennington           | Lincoln           | Brown              | Brookings        |
| Delaware           | New Castle       | Sussex               | Kent              | —                  | —                |
| Flórida            | Miami-Dade       | Broward              | Palm Beach        | Hillsborough       | Orange           |
| Geórgia            | Fulton           | Gwinnett             | DeKalb            | Cobb               | Chatham          |
| Havaí              | Honolulu         | Hawaii               | Maui              | Kauai              | Kalawao          |
| Idaho              | Ada              | Canyon               | Kootenai          | Bonneville         | Bannock          |
| Illinois           | Cook             | DuPage               | Lake              | Will               | Kane             |
| Indiana            | Marion           | Lake                 | Allen             | Hamilton           | St. Joseph       |
| Iowa               | Polk             | Linn                 | Scott             | Black Hawk         | Johnson          |
| Kansas             | Johnson          | Sedgwick             | Shawnee           | Wyandotte          | Douglas          |
| Kentucky           | Jefferson        | Fayette              | Kenton            | Boone              | Warren           |
| Luisiana           | East Baton Rouge | Jefferson            | Orleães           | Caddo              | St. Tammany      |
| Maine              | Cumberland       | York                 | Penobscot         | Kennebec           | Androscoggin     |
| Maryland           | Montgomery       | Prince George's      | Baltimore         | Baltimore          | Anne Arundel     |
| Massachusetts      | Middlesex        | Worcester            | Essex             | Suffolk            | Norfolk          |
| Michigan           | Wayne            | Oakland              | Macomb            | Kent               | Genesee          |
| Minnesota          | Hennepin         | Ramsey               | Dakota            | Anoka              | Washington       |
| Mississippi        | Hinds            | Harrison             | DeSoto            | Rankin             | Jackson          |
| Missouri           | St. Louis        | Jackson              | Saint Charles     | St. Louis (cidade) | Greene           |
| Montana            | Yellowstone      | Missoula             | Flathead          | Gallatin           | Cascade          |
| Nebraska           | Douglas          | Lancaster            | Sarpy             | Hall               | Buffalo          |
| Nevada             | Clark            | Washoe               | Carson            | Lyon               | Elko             |
| Nova Hampshire     | Hillsborough     | Rockingham           | Merrimack         | Strafford          | Grafton          |
| Nova Iorque        | Kings            | Queens               | Nova Iorque       | Suffolk            | Bronx            |
| Nova Jérsei        | Bergen           | Middlesex            | Essex             | Hudson             | Monmouth         |
| Novo México        | Bernalillo       | Doña Ana             | Santa Fe          | Sandoval           | San Juan         |
| Ohio               | Cuyahoga         | Franklin             | Hamilton          | Summit             | Montgomery       |
| Oklahoma           | Oklahoma         | Tulsa                | Cleveland         | Comanche           | Canadian         |
| Oregon             | Multnomah        | Washington           | Clackamas         | Lane               | Marion           |
| Pensilvânia        | Filadélfia       | Allegheny            | Montgomery        | Bucks              | Delaware         |
| Rhode Island       | Providence       | Kent                 | Washington        | Newport            | Bristol          |
| Tennessee          | Shelby           | Davidson             | Knox              | Hamilton           | Rutherford       |
| Texas              | Harris           | Dallas               | Tarrant           | Bexar              | Travis           |
| Utah               | Salt Lake        | Utah                 | Davis             | Weber              | Washington       |
| Vermont            | Chittenden       | Rutland              | Washington        | Windsor            | Franklin         |
| Virgínia           | Fairfax          | Virginia Beach       | Prince William    | Chesterfield       | Loudoun          |
| Virgínia Ocidental | Kanawha          | Berkeley             | Cabell            | Monongalia         | Wood             |
| Washington         | King             | Pierce               | Snohomish         | Spokane            | Clark            |
| Wisconsin          | Milwaukee        | Dane                 | Waukesha          | Brown              | Racine           |
| Wyoming            | Laramie          | Natrona              | Campbell          | Sweetwater         | Fremont          |